# Личак Микола Анатолійович
Мико́ла Анато́лійович Лича́́к (26 січня 1964 — 27 липня 2014) — український військовик, сержант Збройних сил України, учасник російсько-української війни.

## Життєпис
Народився 1964 року в Немішаєвому. Закнічив Немішаївську ЗОШ. Протягом 1982—1984 років брав участь у бойових діях на території Республіки Афганістан, десантно-штурмова бригада, 40-ва армія; двічі поранений.
1986 року брав участь у ліквідації наслідків аварії на Чорнобильській АЕС.
Служив у міліції, зокрема у спецназі МВС, також в УДО. Згодом працював начальником служби безпеки підприємства «Київмлин».
Мав активну громадянську позицію, очолював Ірпінську міську організацію Української спілки ветеранів Афганістану (воїнів-інтернаціоналістів).
Був учасником Революції гідності. З початком російсько-української війни — волонтер, організовував збирання та доставку матеріальної допомоги українським військовикам на Луганщині. Потім записався добровольцем, 24-й батальйон територіальної оборони «Айдар».
27 липня 2014-го загинув у боях за Георгіївку. Того ж дня полягли підполковник Сергій Коврига, старший лейтенант Ігор Римар, старший прапорщик Сергій Шостак, старший солдат Іван Куліш, солдати Іолчу Алієв, Віталій Бойко, Ілля Василаш, Михайло Вербовий, Олександр Давидчук, Орест Квач, Станіслав Менюк.
Без Миколи лишилися мама, двоє синів — дружина померла наприкінці 2000-х.
Похований у місті Ірпінь.

## Нагороди та вшанування
За особисту мужність і героїзм, виявлені у захисті державного суверенітету та територіальної цілісності України, вірність військовій присязі під час російсько-української війни, відзначений — нагороджений
- орденом «За мужність» III ступеня (посмертно)
- нагрудним знаком «За оборону Луганського аеропорту» (посмертно)
- 15 лютого 2015-го у Немішаївській ЗОШ № 1 відкрито меморіальну дошку Миколі Личаку
- відкрито меморіальну дошку в місті Ірпінь